# Acrogèria
L'acrogèria (o síndrome de Gottron) és una malaltia de la pell caracteritzada per un envelliment prematur, més especialment en forma de pell fina i inusualment fràgil a les mans i als peus (extrems distals). El prefix «acro» prové del grec «akros» que al·ludeix a «extremitat, punta», mentre que el sufix «geria» prové del grec «gerôn» que significa «ancià».
Aquest és un dels clàssics síndromes d'envelliment precoç congènit que es produeix als primers anys de vida (com la pangèria (síndrome de Werner) i la progèria (síndrome de Hutchinson-Gilford)), i es va caracteritzar el 1940. Apareix a la primera infància, progressa en els següents anys i després es manté estable al llarg del temps, mantenint-se constant la morfologia, el color i la zona afectada. S'ha observat una tendència a la contusió.
Es creu que la síndrome de Gottron pot afectar més les dones que els homes. L'àcrogèria és una malaltia molt rara; a la literatura mèdica s'han registrat aproximadament 40 casos des del descobriment del trastorn.

## Història
L'acrogèria va ser descrita originalment per Gottron el 1941, quan va observar un envelliment cutani prematur localitzat a les mans i els peus en dos germans, present des del naixement. A partir d'aquest moment s'han publicat diversos casos (la majoria a Europa), i afecten predominantment les dones. La majoria dels pacients tenien una estatura curta, tot i que uns quants tenien una alçada normal.

## Causes
La causa de l'acrogèria encara no està ben determinada. Es creu que aquest trastorn s'hereta com un tret genètic autosòmic recessiu. Tanmateix, no es coneix amb precisió el mode d'herència genètica. S'ha considerat autosòmic dominant i autosòmic recessiu, tot i que la majoria de casos registrats posseeixen una història familiar positiva.
Les mutacions del gen COL3A1 (cromosoma 2 q31-q32), s'han registrat en fenotips variats, incloent acrogèria i ruptura vascular a la síndrome d'Ehlers-Danlos (més especialment el tipus IV). En el cultiu del fibroblast, es va trobar una reducció de l'ARN missatger de les cèl·lules de col·lagen de tipus I i de tipus II, així com una esperança de vida més reduïda dels fibroblasts que mostren alteracions morfològiques pròpies de l'envelliment.
Sembla perfectament compatible amb el fenotip dels pacients.

## Símptomes
Aquest trastorn es caracteritza per una reducció i pèrdua de greix i col·lagen subcutan, sobretot de les mans i dels peus. Es pot definir com una forma congènita lleu, no progressiva, de senilitat prematura de la pell per la desaparició del teixit gras que hi ha sota la pell. Més precisament, les lesions cutànies són plaques eritemoses recessives àmplies i escasses, fixes, locals i simètriques, distribuïdes per la part dorsal de les extremitats distals. Les lesions de la pell es poden associar a alteracions osteoarticulars.
Altres resultats i observacions poden incloure mans i peus anormalment petits amb venes inusualment prominents al tronc superior (pit), estatura curta i, de vegades, mandíbula anormalment petita (micrognàtia). La majoria dels casos analitzats mostren atròfia de la pell a la punta del nas, cosa que dona un aspecte escultural. Les ungles poden ser distròfiques o gruixudes, però, la majoria de vegades, són normals.
En la histopatologia cutània, hi ha una atròfia de la dermis i de la hipodermis. Les fibres de col·lagen estan soltes i disperses, i les fibres elàstiques sempre estan fragmentades. Tot i això, l'epidermis no es veu afectada.
Tot i que alguns pacients presenten trets clínics similars als de progèria i metagèria, no solen mostrar ateroesclerosi generalitzada. Per tant, no solen tenir malaltia miocardíaca o coronària precoç.

## Diagnòstic
A la majoria dels casos, les aplicacions de raigs X han produït pocs resultats en la majoria dels informes de casos publicats. Com a conseqüència, alguns autors consideren l'acrogèria principalment com una afectació cutània, però les alteracions òssies estan ben descrites com a part de la síndrome.
Per als pacients que presenten alteracions típiques d'acrogèria i metagèria de manera conjunta, s'ha proposat el terme únic d' «acrometagèria», que pot referir-se a l'espectre més ampli de síndromes d'envelliment prematur. Tot i això, aquest concepte encara no és generalment acceptat en la literatura mèdica. Com que es tracten de síndromes extremadament rares, però comparteixen l'aspecte de l'envelliment de la pell similar a la progèria, també s'anomenen «síndromes progeroides».

## Tractament
Actualment no hi ha cap tractament específic disponible per a cap d'aquestes anomenades «síndromes progeroides». Tenint això en compte, el que és més important a l'hora de fer un diagnòstic diferencial amb ells es basa en el pronòstic, que sembla molt millor en l'acrogèria.